# Reesdorf
Reesdorf è un comune di 141 abitanti dello Schleswig-Holstein, in Germania.

Appartiene al circondario (Kreis) di Rendsburg-Eckernförde ed è parte della comunità amministrativa (Amt) di Bordesholm.